# Joaquim Henrique
Joaquim Henrique Pereira Silva (Nova Era, 28 dicembre 1998) è un calciatore brasiliano, difensore del Santos.

## Carriera
Joaquim ha giocato a giocare a calcio nelle giovanili dell'URT, facendo parte della prima squadra durante la Série D nel 2018, senza però riuscire ad esordire. In vista della stagione 2019, si è trasferito in un club militante nel Campeonato Paulista Segunda Divisão, ma è stato svincolato in soli due giorni ed ha successivamente firmato per il Paulista nella stessa divisione.
Dopo aver vinto il campionato è passato al Murici nel luglio 2020. Il 21 settembre dello stesso anno ha firmato per il São José, dove ha vinto di nuovo il campionato di quarta divisione Paulista.
Il 3 febbraio 2021 ha firmato con il Botafogo-PB. Ha giocato solo due partite di Copa do Nordeste per la squadra prima di lasciare il club. Il 5 maggio 2021 ha firmato un contratto con il Cuiabá, squadra appena promossa in Série A, fino alla fine del 2023. Inizialmente è stato assegnato alla squadra under 23, prima di essere ceduto in prestito al Botafogo-SP il 3 gennaio 2022.
Tornato a Cuiabá il 4 aprile 2022, è stato assegnato definitivamente alla prima squadra. Ha esordito in Série A il 18 giugno, partendo titolare nel pareggio casalingo per 0-0 contro il Ceará. Il 3 agosto ha rinnovato il contratto fino a dicembre 2026. Ha segnato il suo primo gol nella massima serie il 3 luglio 2022, nella trasferta vinta 2-1 contro l'Avaí. Ha concluso la stagione 2022 come titolare, riuscendo ad evitare la retrocessione.
L'8 febbraio 2023 il Santos ha acquistato il 60% dei suoi diritti economici per 3 milioni di euro, con il giocatore che ha firmato un contratto quadriennale. Ha esordito con il club otto giorni dopo, nel pareggio in trasferta per 1–1 contro il Santo André nel Campionato Paulista. Ha segnato il suo primo gol con la nuova maglia il 23 febbraio 2023, in Coppa del Brasile contro il Ceilândia.

## Statistiche

### Presenze e reti nei club
Statistiche aggiornate all'11 giugno 2023.
| Stagione        | Squadra         | Campionato      | Campionato | Campionato | Coppe nazionali | Coppe nazionali | Coppe nazionali | Coppe continentali | Coppe continentali | Coppe continentali | Altre coppe | Altre coppe | Altre coppe | Totale | Totale | Totale |
| Stagione        | Squadra         | Comp            | Pres       | Reti       | Comp            | Pres            | Reti            | Comp               | Pres               | Reti               | Comp        | Pres        | Reti        | Pres   | Reti   |        |
| --------------- | --------------- | --------------- | ---------- | ---------- | --------------- | --------------- | --------------- | ------------------ | ------------------ | ------------------ | ----------- | ----------- | ----------- | ------ | ------ | ------ |
| 2019            | Paulista        | SD/SP           | 26         | 4          |                 | -               | -               |                    | -                  | -                  |             | -           | -           | 26     | 4      |        |
| 2020            | Murici          | PD/AL           | 10         | 0          |                 | -               | -               |                    | -                  | -                  |             | -           | -           | 10     | 0      |        |
| 2020            | São José        | SD/SP           | 15         | 1          |                 | -               | -               |                    | -                  | -                  |             | -           | -           | 15     | 1      |        |
| 2021            | Botafogo-PB     | PD/PB           | 0          | 0          |                 | -               | -               |                    | -                  | -                  | CdN         | 2           | 0           | 2      | 0      |        |
| 2021            | Cuiabá          | A               | 0          | 0          | CB              | 0               | 0               |                    | -                  | -                  | FMF+CV      | 8+1         | 0           | 9      | 0      |        |
| 2022            | Botafogo-SP     | A1/SP           | 13         | 0          | CB              | 1               | 0               |                    | -                  | -                  |             | -           | -           | 14     | 0      |        |
| 2022            | Cuiabá          | A               | 25         | 1          | CB              | 0               | 0               | CS                 | 3                  | 0                  |             | -           | -           | 28     | 1      |        |
| 2023            | Cuiabá          | PD/MG           | 3          | 0          |                 | -               | -               |                    | -                  | -                  |             | -           | -           | 3      | 0      |        |
| Totale Cuiabá   | Totale Cuiabá   | Totale Cuiabá   | 28         | 1          |                 | 1               | 0               |                    | 3                  | 0                  |             | 9           | 0           | 40     | 1      |        |
| 2023            | Santos          | A1/SP+A         | 4+7        | 0          | CB              | 3               | 1               | CS                 | 1                  | 0                  |             | -           | -           | 15     | 1      |        |
| Totale carriera | Totale carriera | Totale carriera | 44         | 0          |                 | 1               | 0               |                    | 2                  | 0                  |             | -           | -           | 47     | 0      |        |

## Palmarès

### Club

#### Competizioni statali
- Campeonato Paulista Segunda Divisão: 2

Paulista: 2019
São José: 2020